# Jussi Hanhimäki
Jussi Markus Hanhimäki (* 3. Februar 1965 in Espoo) ist ein finnischer Historiker, der als Professor am Hochschulinstitut für internationale Studien und Entwicklung in Genf lehrt. Seine Forschungsschwerpunkte sind die Geschichte des Kalten Krieges, die Außenpolitik der Vereinigten Staaten sowie die transatlantischen Beziehungen. 
Hanhimäki studierte erst an der Universität Tampere, wo er 1986 das Bachelor-Examen ablegte, und anschließend an der Universität Boston, wo er 1987 den Master-Grad erwarb und 1993 zum Ph.D. promoviert wurde. 1993/94 war er Fellow an der Harvard-Universität, 1994/1995 Visiting Scholar an der Ohio-Universität und von 1995 bis 2000 Lecturer an der London School of Economics and Political Science. Seit 2000 lehrt er am Hochschulinstitut für internationale Studien und Entwicklung in Genf. Diese Tätigkeit unterbrach er von 2007 bis 2011 und wirkte als Professor an der Akademie von Finnland. Gleichzeitig mit seiner Lehrtätigkeit in Genf ist Hanhimäki seit 2002 auch Professor für politische Geschichte an der Universität Helsinki.
Er erhielt 2002 den Bernath-Preis der Gesellschaft für Geschichte der amerikanischen Außenbeziehungen. 

## Schriften (Auswahl)
- The Rise and Fall of Détente. American Foreign Policy and the Transformation of the Cold War. Potomac Books, Washington, D.C. 2013, ISBN 978-1-59797-076-1.
- The Flawed Architect. Henry Kissinger and American Foreign Policy. Oxford University Press, New York 2004, ISBN 0-19-517221-3.
- Containing coexistence. America, Russia, and the "Finnish Solution". Kent State University Press, Kent 1997, ISBN 0873385586.
- Scandinavia and the United States. An insecure friendship. Twayne Publishers; Prentice Hall International. New York, London 1997, ISBN 0805779353.